# 西溪印象城
西溪印象城是位于杭州市余杭区五常大道1号的一处大型购物中心，為印力集團在杭州建设的第二家印象城，2013年5月10日开业，为杭州城西首家大型购物中心。

## 历史
总建筑面积21万平米，分地上四层和地下二层，有2000多个停车位。购物中心一期开放17万平方，二期4万平米。目前入驻的主要商家包括浙江首家沃尔玛山姆会员店、中影国际影城、迪卡侬、银乐迪、奥兰德海洋村、神采飞扬游乐公园、MUJI、ZARA、优衣库以及外婆家、避风塘、太兴餐厅、代官山、张生记、星巴克、许留山等在内200多个。